# Hubert Work
Pour les articles homonymes, voir Work.
Hubert Work, né le 3 juillet 1860 à Marion Center (Pennsylvanie) et mort le 14 décembre 1942 à Denver (Colorado), est un homme politique américain. Membre du Parti républicain, il est Postmaster General des États-Unis entre 1922 et 1923 dans l'administration du président Warren G. Harding puis secrétaire à l'Intérieur entre 1923 et 1928 dans la même administration puis dans celle de son successeur Calvin Coolidge.

### Biographie
Il est diplômé d’un doctorat en médecine de l’université de Pennsylvanie, en 1885.